# 马里安·桑杜
马里安·桑杜（羅馬尼亞語：Marian Sandu，1972年5月5日—），罗马尼亚男子摔跤运动员。他曾代表罗马尼亚参加世界摔跤锦标赛，获得一枚银牌。他也曾参加1992年、1996年、2000年和2004年四届夏季奥运会。